# Келл, Реджинальд
Ре́джинальд Кли́ффорд Келл (англ. Reginald Clifford Kell; 8 июня 1906, Йорк — 5 августа 1981, Франкфорт, штат Кентукки, США) — британский кларнетист.

## Биография
В 1929 году поступил в Королевскую академию музыки в Лондоне, где учился у Хайдна Дрейпера, и уже через два года, достигнув большого мастерства, был приглашён Томасом Бичемом в Королевский филармонический оркестр. Окончив Академию в 1932, Келл начал карьеру оркестрового музыканта также в Королевском оперном театре, затем играл в Лондонском филармоническом и Лондонском симфоническом оркестрах, Люцернском фестивальном оркестре под управлением Артуро Тосканини. Когда после начала Второй мировой войны Тосканини уехал в США и возглавил там Симфонический оркестр NBC, он предложил Келлу занять там место первого кларнета, однако тот отказался.
C 1942 Келл играет в оркестрах Ливерпуля и Лондона, а в 1947 эмигрирует в США, где начинает сольную карьеру. Концерты Келла с большим успехом проходили также в Канаде. Пользуясь успехом, музыкант решает заняться преподаванием, и в 1951 становится профессором Аспенской школы музыки в Колорадо, а также даёт многочисленные частные уроки. Несколько лет у него брал консультации Бенни Гудмен. В 1958 г. Келл ненадолго возвращается в Англию, однако год спустя вновь уезжает в США, где, отказавшись от дальнейшей исполнительской карьеры, находит работу в компании Boosey & Hawkes. Через несколько лет музыкант уходит и с этого поста, посвятив себя написанию этюдов и школы игры на кларнете, которая была выпущена в печать в 1968 в Нью-Йорке. Келл умер в 1981 году.

## Творчество
Келл — один из наиболее заметных кларнетистов XX века. Его исполнительская техника с использованием вибрато (что было новым приёмом в английской исполнительской школе) сформировалась под влиянием творчества гобоиста Леона Гуссенса и вокальной техники современных ему певцов, с которыми он был знаком. Игра Келла отличалась теплотой и экспрессивностью звучания. Существует ряд записей музыканта 1930-х — 1950-х годов — Квинтет Брамса (со струнным квартетом Буша), Фантастические пьесы Шумана и другие произведения.